# Dansk Melodi Grand Prix 1982
Dansk Melodi Grand Prix 1982 hölls den 13 mars 1982 i TV-staden i Søborg, Danmark.
En panel i Danmarks Radio hade valt 10 låtar, av 500 inskickade bidrag, där en skulle utses att representera Danmark vid Eurovision Song Contest 1982 i Harrogate, England, Storbritannien den 24 april 1982. Vinnarmelodi blev "Video Video" med Brix, som senare slutade på 17:e plats av 18 deltagare i den internatronella finalen.
Sångaren i Brix var Jens Brixtofte, bror till Farums senare borgmästare Peter Brixtofte.

## Poängfördelning
5 jurygrupper fanns i salen: Øtsjylland, Vestjylland, Fyn, Sjælland och Bornholm. Varje jury innehåll 9 medlemmar. Dessa tilldelade löpande poäng under tävlingen. Juryn hade hört låtarna två gånger innan, men poängfördelningen avgjordes först då alla jurygrupper sett alla framträdanden.
Varje jurymedlem gav en låt mellan 1 och 6 poäng, och dessa lades sedan samman efter att då de tio låtarna hörts på scenen. Poängfördelningen avgjordes så att juryn telade ut poängen 12, 10, 8, 7, 6, 5, 4, 3, 2 och 1.

## Resultat
A, B, C, D och E är fem jurygrupper. Dessa är. Vestjylland, Østjylland, Fyn, Sjælland + Lolland-Falster + Bornholm och Storköpenhamn + Nordsjælland.
| Nummer | Artist                            | Melodi                          | Låtskrivare                                     | A  | B  | C  | D  | E  | Poäng | Placering |
| ------ | --------------------------------- | ------------------------------- | ----------------------------------------------- | -- | -- | -- | -- | -- | ----- | --------- |
| 1      | Brix                              | Video Video                     | Jens Brixtofte                                  | 12 | 12 | 7  | 12 | 12 | 55    | 1         |
| 2      | Tommy Seebach                     | Hip Hurra - Det' Min Fødselsdag | Tommy Seebach / Kjeld Heick                     | 8  | 10 | 12 | 10 | 7  | 47    | 2         |
| 3      | Lise Dandanell & Jacob Groth Band | På Træk                         | Jacob Groth / Rumle Hammerich                   | 2  | 3  | 4  | 2  | 5  | 16    | 9         |
| 4      | Fenders                           | Det' Løgn                       | Helge Engelbrecht                               | 5  | 7  | 10 | 7  | 8  | 37    | 4         |
| 5      | Jørgen Klubien & Carsten Elmer    | Marie                           | Carsten Elmer / Jørgen Klubien                  | 4  | 3  | 2  | 6  | 6  | 21    | 7         |
| 6      | Käte & Per                        | I Denne Verden                  | Käte Sievert och Per Damgaard                   | 7  | 6  | 5  | 1  | 2  | 21    | 8         |
| 7      | Jannie Høeg                       | Elske                           | Ralph Levitan / Poul-Henrik Trampe              | 6  | 4  | 3  | 5  | 4  | 22    | 6         |
| 8      | Taxi                              | Drømmene Er Forbi               | Ivan Pedersen och Peter Grønbæk / Ivan Pedersen | 1  | 1  | 1  | 3  | 1  | 7     | 10        |
| 9      | Anne Karin Madsen                 | Når Man Kun Er Atten År         | Torben Lendager / Henrik H. Lund                | 10 | 8  | 6  | 10 | 12 | 46    | 3         |
| 10     | Peter Belli                       | Spejldans                       | Karsten Vogel                                   | 3  | 5  | 8  | 4  | 3  | 23    | 5         |